# I. Paszkál pápa
I. Szent Paszkál (latinul: Paschalis), (?, Róma – 824. február 11., Róma) volt a keresztény egyház történetének 99. pápája 817. január 25-től. Uralkodása során igyekezett elődei politikáját követni, mégis pontifikátusára jellemző volt Róma és a frank uralkodók viszálya. Paszkál mindenáron fenn akarta tartani a pápai állam és az egyház függetlenségét. Rómában sem sikerült megszereznie a népszerűséget, és Bizánc is csak az egyházfő gondjait szaporította.

## Élete
Rómában született, apját Bonosusnak hívták. Már fiatalon a lateráni pápai iskolába került. Itt tanult több éven keresztül, megismerkedett a Szentírással. A papi pályát választotta, és hamarosan a pápai kúriába került. III. Leó pápa a Szent István-kolostor apátjának szentelte fel, ahol Paszkál a városba érkező zarándokok fogadásának feladatát látta el. Az értelmes, jó kiállású férfit V. István pápa halála után 817. január 25-én az egyház fejének választották meg, és még azon a napon fel is szentelték a pápai hivatal viselésére.
Paszkál azonnal felvette a kapcsolatot a frank uralkodóval, Jámbor Lajossal, és tájékoztatta őt megválasztásáról. Lajos 817-ben elküldte Rómába a Pactum Ludovicianumot, amelyben a császár megerősíti szövetségét a pápával, és pontosan körülhatárolja a pápai állam birtokait. De a kezdeti jó viszony hamar megromlott, ugyanis Lajos reformokat erőltetett a klérusra, átszervezte a kolostorokat és az egyházmegyéket. Ezt Paszkál nem nézte jó szemmel, hiszen ő a független egyház, a független pápaság híve volt. Rómában megalakult a frankellenes párt, amelynek maga a pápa is tagja lett.
Mindennek ellenére Paszkál jó kapcsolatot tartott fenn a frank nemességgel, és I. Lothár, Lajos fia házasságának alkalmából gazdag ajándékot küldött a császári udvarba. 823 tavaszán Lothár Rómába látogatott, ahol Paszkál április 5-én Lajos társcsászárává koronázta meg. Röviddel a frank trónörökös távozása után felerősödött a frankokat támogató rómaiak hangja. Közülük is Primicerius Theodor és veje, Leo Nomenculator, a pápai palota magas rangú tisztviselői bírálták leginkább Paszkál politikáját. Az egyházfő szolgái hamarosan megvakították, majd megölték a két tisztviselőt. A hír fölkavarta a frank császári udvart, és Lajos hamarosan számonkérte hívei halálát a pápán. A császári követek Paszkál bűnösségét firtatták, azonban a pápa eskü alatt vallott ártatlanságáról és arról, hogy a két férfi a pápai állam elárulója volt. Paszkál minden támogatást megadott a Frank Birodalomból kiinduló misszionáriusoknak. Főként Észak-Európa pogány népeit térítették a keresztény papok.
Elődjeihez hasonlóan, Paszkálnak is akadt tennivalója a keleti egyházak területén. A császár, V. León újraindította a képrombolást és a vele járó erőszakot. Konstantinápoly pátriárkáját is törvénytelenül ültette hivatalába. Paszkál követeket küldött a császárhoz, hogy ők térítsék jobb belátásra Leót. De a legátus nem tudott elérni semmit. A dühös császár több kolostort is feloszlatott, és a szerzeteseket száműzte Görögországból. A menekülő szerzetesek Rómában kerestek menedéket. Paszkál több kolostort is építtetett számukra. Rómában ezek mellett több templomot is építtetett. Ekkor épült a Santa Maria in Domnica, a Santa Cecilia és a Santa Prassede-templom is, amelynek Szent Zénó-kápolnája híres csodálatos mozaikjairól. Ebbe a bazilikába vitette át a pápa az egyik római katakomba több relikviáját is.
A makacs és egyházközpontú uralomnak végül 824. február 11-én Paszkál halála vetett véget. Hamvait a Santa Prassede-templom őrzi. Szentként tisztelik, ünnepét május 14-én tartották, de ezt 1963-ban eltörölték.

## Művei
- Documenta Catholica Omnia (latin nyelven). (Hozzáférés: 2011. december 6.)